# Fernando Cerrada
Fernando Cerrada Asenjo (n. Yélamos de Arriba, Guadalajara; 21 de agosto de 1954) es un atleta español especializado en pruebas de mediofondo de 3000 y 5000 metros, 36 veces internacional absoluto y retirado en 1982.

## Trayectoria
El atleta madrileño Fernando Cerrada, que nació circunstancialmente en la provincia de Guadalajara, va a ser el fondista español que hará la transición desde Mariano Haro hasta la aparición de Antonio Prieto. Su momento de mayor éxito fue en 1973 con su victoria en la final de 5000 metros lisos del campeonato de Europa Júnior de Duisburgo. Al año lograría el título nacional en dicha prueba lo que le valió participar en el campeonato de Europa absoluto de 1974 celebrado en Roma, y donde no tuvo mucho éxito. También participó sin mucha fortuna en los Juegos Olímpicos de Montreal 1976. Su última actuación internacional destacada sería en los campeonatos de Praga de 1978 donde tampoco le acompañó la suerte, como tampoco fue seleccionado para de los Juegos Olímpicos de Moscú 1980 por razones técnicas. 
La aparición de otros atletas como el mencionado Prieto y los mediofondistas, José Manuel Abascal y José Luis González, hacen que en poco tiempo su estrella desaparezca para dar paso a estos atletas de mayor calidad.
Fue plusmarquista nacional 5000 m lisos. Entre sus muchos triunfos se encuentra la San Silvestre Vallecana de Madrid de 1975, la Jean Boin de Barcelona de 1978 o por entonces multitudinario Cross de Fuenlabrada (Madrid) en 1978 y 1979.
Cerrada militó, entre otros clubes, en el C.D. Tajamar de Madrid y dos temporadas en el Real Madrid Club de Fútbol, hasta la desaparición de la sección. Se le puede considerar uno de los primeros atletas profesionales de España.

## Palmarés internacional
- Campeón de Europa Júnior en Duisburgo 73 de 5000 m lisos con una marca de 14:01.8
- Campeón de 5000 m lisos en los Juegos del Mediterráneo 75 con una marca de 13:42.0
- Vencedor en las semifinales de la copa de Europa Lisboa 75 con una marca de 13:52.24
- Tercer puesto en la Westahtletic en 5000 m Aarhus 76 con una marca 14:05.4
- Tercer puesto en la Westahtletic en 5000 m Viena 78 con una marca 13:45.5
- En 1973, fue líder en el ranking mundial júnior en 5000 m (13:50.0) y 10 000 m (29:35.8)
- Participó en los Juegos Olímpicos de Montreal 1976, eliminado en la primera ronda de 5000 m al acabar 12.º con 13:43.89
- Participó en 4 Campeonatos del Mundo de Campo a Través como absoluto: 1975, 1976, 1978 y 1981
- Participó en 2 Campeonatos del Mundo de Campo a Través como júnior: 1972 (4.º) y 1973 (campeón)
- Reapareció esporádicamente, tras despedirse de los circuitos y las pistas años antes, en el Campeonato del Mundo de Campo a Través de Madrid 1981, finalizando 29.º individual —tercer español— y 4.º por países.[4]

## Palmarés nacional
- Campeón de campo a través 1978, 1979
- Campeón de 5000 m lisos: 1974, 1975, 1977, 1978 y 1979
  - 1974: 14:03.4
  - 1975: 13:42.6
  - 1977: 13:46.2
  - 1978: 13:35.4
  - 1979: 13:41.5
- Campeón de 10 000 m lisos 1977, 1978, 1979 y 1981
  - 1977: 28:52.6
  - 1978: 29:37.3
  - 1979: 28:55.7
  - 1981: 28:52.09
- Campeón de 3000 m lisos en Pista Cubierta:
  - 1977: 7:57.4
- Plusmarquista español de 2000 m (1980), 3000 m (1975 y 1977) y 5000 m(1977 y 1981)
  - 2000 m: 5:08.4
  - 3000 m: 7:51.6 y 7:47.7
  - 5000 m: 13:24.01 y 13:23.58